# Jozef Vicen
Jozef Vicen (14. prosince 1921, Horná Streda – 20. září 2008, Plzeň) byl spoluzakladatel hnutí Biela légia, protikomunistický odbojář a dlouholetý politický vězeň.

## Život
Jozef Vicen prožil mládí v Komárně a Nitře. V roce 1940 začal studovat v Bratislavě na Slovenské vysoké škole technické. Bydlel na internátu Svoradov. V roce 1943 se setkal s chorvatským knězem Kolakovičem, který ho výrazně ovlivnil svým antikomunismem a antifašismem. Stal se členem Kolakovičovy „Rodiny“, která se připravovala na fungování církve v ilegalitě. Taktéž se stal členem vedení zájmové studentské organizace Združenie vysokoškolského študentstva, působil v redakci časopisu „Technik“ a absolvoval i „Vyššiu vodcovskú školu“ Hlinkovy mládeže.
Po vypuknutí Slovenského národní povstání se nepřidal ke Kolakovičovi na povstaleckém území, ale spoluzakládal Slovenskú tajnú ochranu, která měla o dění informovat slovenskou vládu. Za tuto činnost byl v roce 1945 poprvé zatčen a v koncentračním táboře Ratiboř si „odseděl“ několik měsíců.
Po skončení války mu nastupující režim neumožnil uskutečnit závěrečné státní zkoušky na vysoké škole v Bratislavě a ani v Praze.

### Emigrace
V květnu 1946 Vicen definitivně z ČSR emigroval. Přes Maďarsko a Rakousko odešel do Říma, kde se chtěl zapojit do exilové práce. Ale nejednotnost vedoucích představitelů slovenského exilu (Karol Sidor, Ferdinand Ďurčanský a další) jej donutila odejít do Rakouska. Začal spolupracovat s Kontrašpionážním sborem americké armády (CIC).

### Biela légia a vězení
Po roce 1948 v Rakousku začal organizovat hnutí Biela légia, které se snažilo pomáhat krajanům na Slovensku trpícím pod komunistickou vládou. Jeho členové organizovali ilegální přechody lidí do svobodného světa. Hlavní činností bylo založení rozhlasového vysílače „Biela légia“, který vysílal necenzurované zprávy. Vysílač se stal předobrazem pozdější rozhlasové stanice Svobodná Evropa.
Vicenova činnost v exilu neušla příslušníkům Státní bezpečnosti na Slovensku. Několik jeho spolupracovníků bylo zatčeno, někteří, jako například Anton Tunega, Albert Púčik, Eduard Tesár nebo L. Gálik, byli po politických procesech popraveni.
V roce 1957 Jozefa Vicena z USA vyzýval kněz a profesor Tomislav Kolaković, aby byl ostražitý, dával si pozor a raději z Vídně odešel. Vicen však jeho rady neuposlechl. O několik dní nato Vicena příslušníci československé rozvědky v Rakousku pod záminkou falešné schůzky vylákali mimo Vídeň, kde jej uspali a podobně jako Imricha Suckého unesli do Prahy. Nezákonné únosy osob podobného charakteru, které organizovala Státní bezpečnost, se odehrávaly po schválení nejvyššími stranickými a státními orgány.
Jozef Vicen byl odsouzen k 25 letům vězení, ačkoliv on sám očekával trest smrti, který dostali jeho spolupracovníci. Z 25 let si „odseděl“ 11 v několika věznicích a pracovních táborech.
Podmínečně byl propuštěn v roce 1968. Po propuštění pracoval až do odchodu do důchodu v podniku Sběrné suroviny.

### Po Sametové revoluci
Po roce 1989 začal organizovat Zväz protikomunistického odboja, sdružení bývalých politických vězňů, jehož se stal předsedou. Vydával časopis Svedectvo, který zveřejňoval osudy mnoha nespravedlivě odsouzených během komunistické totality.
Ačkoliv Jozef Vicen nikdy nebyl členem žádné politické strany, v roce 2006 kandidoval do Národní rady Slovenské republiky za stranu Misia 21 jako nejstarší kandidát.
O svém životě napsal knihu Vo víroch rokov. 1938 – 1988. Zemřel 20. září 2008.